# David Macaire
David Thomas Daniel Macaire OP (ur. 20 października 1969 w Nanterre) – francuski duchowny katolicki, arcybiskup Fort-de-France od 2015, dominikanin.

## Życiorys

### Prezbiterat
Święcenia kapłańskie otrzymał 23 czerwca 2001 w zakonie dominikanów. Po święceniach pracował przez kilka lat jako katecheta szkolny i wykładowca seminarium w Bordeaux. W 2007 został przełożonym klasztoru w tym mieście, a w 2011 objął przełożeństwo konwentu w Tulonie.

### Episkopat
7 marca 2015 papież Franciszek mianował go arcybiskupem Fort-de-France. Sakry udzielił mu 12 kwietnia 2015 kardynał Chibly Langlois.